# Roque de la Grieta
Roque de la Grieta är en bergstopp i Spanien.   Den ligger i provinsen Provincia de Santa Cruz de Tenerife och regionen Kanarieöarna, i den sydvästra delen av landet, 1 800 km sydväst om huvudstaden Madrid. Toppen på Roque de la Grieta är 2 540 meter över havet, eller 173 meter över den omgivande terrängen. Bredden vid basen är 2,5 km. Roque de la Grieta ligger på ön Teneriffa. Det är Teneriffas och Kanarieöarnas fjärde höjd.
Terrängen runt Roque de la Grieta är bergig söderut, men norrut är den kuperad.Runt Roque de la Grieta är det ganska tätbefolkat, med 124 invånare per kvadratkilometer. Närmaste större samhälle är Arona, 17,0 km sydväst om Roque de la Grieta. Omgivningarna runt Roque de la Grieta är i huvudsak ett öppet busklandskap.